# تپه کمیش قلی‌آباد
تپه کمیش قلی‌آباد مربوط به دوره مس و سنگ میانی است و در شهرستان هرسین، بخش بیستون، روستای قلی‌آباد واقع شده و این اثر در تاریخ ۱۱ مرداد ۱۳۸۴ با شمارهٔ ثبت ۱۲۴۸۲ به‌عنوان یکی از آثار ملی ایران به ثبت رسیده است.